# 池田斉輝
池田 斉輝（いけだ なりてる）は、江戸時代後期の備前岡山藩の世嗣。

## 生涯
寛政9年（1797年）、6代藩主・池田斉政の長男として誕生。母は鳥取藩主池田重寛の娘・絲子。正室は一条忠良の娘・知君（寛彰院）。父同様、11代将軍・徳川家斉の偏諱を受け、斉輝と名乗る。
幼少時から聡明で、将来を期待されたといわれる。父から世子に指名されたが、文政2年（1819年）に早世した。享年23。
斉輝の死を受けて斉政は斉輝の長男・本之丞を世子にしたが、その本之丞も翌年に早世し、その後は斉輝の従弟である斉成を養子に迎えたがこれも早世したため、薩摩藩主・島津斉興の次男・久寧（池田斉敏）が養子に迎えられて藩主を継ぐことになる。